# France Gall (album, 1973)
Albums de France Gall
1968
(1968) Cinq minutes d'amour
(1976)
France Gall (aussi connu sous les titres Ses grands succès et Les Années folles / Homme tout petit) est le sixième album studio - sur vinyle - de France Gall, sorti en 1973, alors qu'elle avait rejoint le label La Compagnie.
Il regroupe 13 des 16 chansons enregistrées pour le label La Compagnie et éditées sur différents 45 tours entre 1969 et 1970.
Sur la couverture du disque sont mentionnés deux titres, Les Années folles et Homme tout petit, ce qui fait que le titre de ce 33 tours est parfois dénommé ainsi dans certaines discographies de France Gall.

## Titres
| A1. | Homme tout petit            | Jean-Michel Rivat, Frank Thomas                            | Jean-Pierre Bourtayre                                                      |  |
| A2. | L'Orage                     | adaptation française par Jean-Michel Rivat et Frank Thomas | de La Piogga de Gianni Argenio, Mario Panzeri, Corrado Conti, Daniele Pace |  |
| A3. | Les Gens bien élevés        | Frank Gérald                                               | Hubert Giraud                                                              |  |
| A4. | L'hiver est mort            | Robert Gall                                                | Patrice Gall                                                               |  |
| A5. | Shakespeare et pire encore  | Boris Bergman                                              | Maurice Dulac                                                              |  |
| A6. | La Manille et la révolution | Boris Bergman                                              | Hubert Giraud                                                              |  |
| A7. | Les Quatre éléments         | Patrice Gall                                               | Patrice Gall                                                               |  |

| B1. | Les Années folles | adaptation française par Boris Bergman | de Gentlemen Please, musique de Barbara Ruskin                   |  |
| B2. | La Torpédo bleue  | adaptation française par Robert Gall   | de Il Topolino blu de Daniele Pace, Mario Panzeri, Lorenzo Pilat |  |
| B3. | Baci, baci, baci  | adaptation française d’Eddy Marnay     | d’après Sergio Bardotti, Claudio Tallino, Franco Bracardi        |  |
| B4. | Les Éléphants     | Jean Schmitt                           | Jean Géral                                                       |  |
| B5. | Merry merry o !   | Frank Gérald                           | Raymond Vastano                                                  |  |
| B6. | Soleil au cœur    | Robert Gall                            | Jean-Pierre Bourtayre                                            |  |

À noter :
- Avec Michel Colombier et son orchestre : titres A1, A2, A3, A4
- Avec Jean-Claude Petit et son orchestre : titres A5, B4, B5
- Avec José Bartel et son orchestre : titres A6, A7, B1, B2, B3, B6
- Le morceau original La Piogga (L'Orage, A2) ainsi que Baci, baci, baci (B3) ont été présentés lors du Festival de Sanremo en 1969.